# Acanthopholis
Acanthopholis (que significa escamas espinhosas) era um género de anquilossauro da família Nodosauridae, e que viveu durante o Cretáceo inferior, há cerca de 140 milhões de anos. O seu nome deriva da sua armadura corporal (do grego akantha que significa "espinho" e pholis que sigifica "escama"). A sua armadura consistia de placas ovais dispostas quase que horizontalmente em relação à pele, com espinhos saindo das áreas do pescoço e ombros e ao longo da espinha. Este era um animal quadrúpede e herbívoro. Tinha um tamanho estimado entre 3 e 5,5 m e pesava aproximadamente 380 kg.
Foi identificado a partir do achado, em 1867 na Inglaterra, duma caixa craniana parcial e alguns elementos pós-cranianos. Foi chamado de Acanthopholis horrida por Thomas Huxley. Acanthopholis é um nome inválido para várias fontes, que constatam que não existe informação suficiente para dizer que o achado não é mais que um Nodossauro.[carece de fontes?]